# Maciej Tomczykiewicz
Maciej Tadeusz Tomczykiewicz (ur. 27 marca 1988 w Pszczynie) – polski prawnik i polityk, adwokat, poseł na Sejm X kadencji.

## Życiorys
Syn polityka Tomasza Tomczykiewicza. W 2013 ukończył studia prawnicze na Wydziale Prawa i Administracji Uniwersytetu Jagiellońskiego. W 2017 został wpisany na listę adwokatów Izby Adwokackiej w Katowicach. Podjął praktykę w tym zawodzie w ramach kancelarii adwokackiej w Pszczynie. Został również mediatorem w ramach Centrum Mediacji przy NRA.
Wstąpił do Platformy Obywatelskiej. Bez powodzenia startował do Sejmu w wyborach w 2019 z listy Koalicji Obywatelskiej w okręgu nr 27. Ponownie kandydował z ramienia KO w wyborach w 2023. Otrzymał 12 153 głosy (2,73% głosów w okręgu), nie uzyskując mandatu. W 2024 został wybrany do rady powiatu pszczyńskiego. 26 czerwca tego samego roku objął mandat posła X kadencji, zastępując Mirosławę Nykiel, która została wybrana do Parlamentu Europejskiego.

## Wyniki w wyborach
| Wybory | Komitet wyborczy | Komitet wyborczy                        | Organ                      | Okręg | Wynik        |
| ------ | ---------------- | --------------------------------------- | -------------------------- | ----- | ------------ |
| 2019   |                  | Koalicja Obywatelska                    | Sejm IX kadencji           | nr 27 | 5268 (1,35%) |
| 2023   | Sejm X kadencji  | Koalicja Obywatelska                    | 12 153 (2,73%)             | nr 27 |              |
| 2024   |                  | KWW Liga Samorządowa Ziemi Pszczyńskiej | Rada Powiatu Pszczyńskiego | nr 3  | 911 (9,78%)  |